# Долина Полеглих

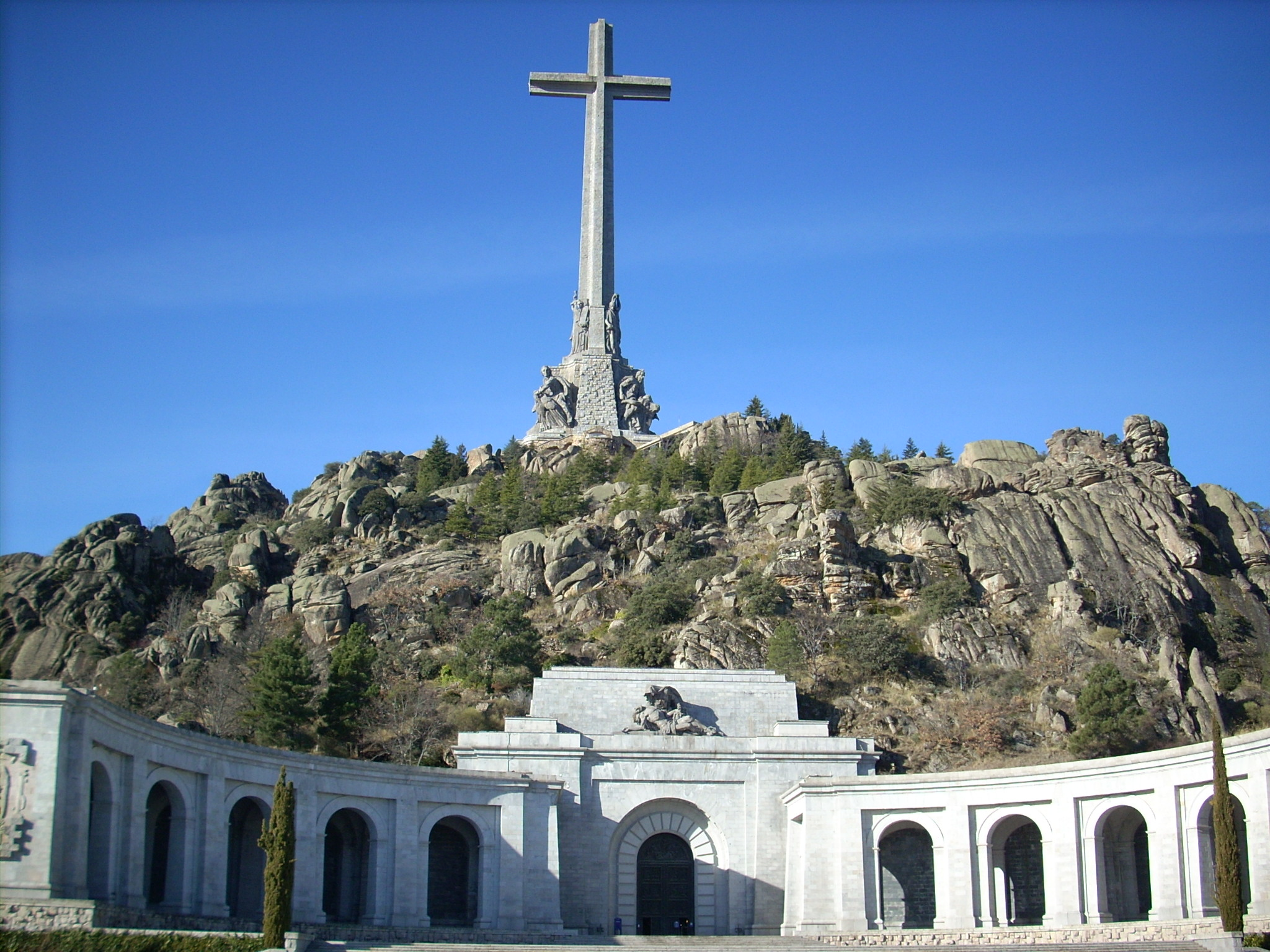
Долина Полеглих, вид з еспланади

Долина Полеглих (ісп. Valle de los Caídos) — меморіал жертвам громадянської війни в Іспанії, розташований у горах Гвадаррами, неподалік від монастиря Ескоріал, за 58 км від Мадрида. Створений за наказом каудильйо Франциско Франко.
Роботи розпочалися 1940 року й тривали вісімнадцять років. Пам'ятник було офіційно відкрито 1 квітня 1959 року. Згідно з офіційною бухгалтерською книгою, вартість будівництва склала 1159 млн песет, фінансування відбувалося за рахунок накладів Національної лотереї й пожертв.

## Розташування
Комплекс розташований у горах Гвадаррами, де сталася перша битва громадянської війни в Іспанії, майже на однаковій відстані від Мадрида (58 км), Авіла (55 км) і Сеговії (50 км), у бенедиктинському абатстві, на висотах від 985 м (біля входу) до 1758 м (на горі пріони).
Як і решта Гвадаррамських гір, ця гора складається з великих гранітних утворень, у рослинності переважають сосна, дуб, в'яз і деякі кущі, троянда, розмарин, чебрець. Гору оточують кілька пагорбів і кілька потоків: один з них (Boqueron Chico) подає воду до монастиря.
Усі елементи меморіалу мають велетенські розміри, особливо базиліка, вирубана в скелі. Для будівництва було розкопано 200 000 кубічних метрів скельної породи.
Дорога веде до підніжжя пам'ятника Святого Хреста. На півдорозі є скупчення чотирьох циліндричних монолітів із граніту, 11,50 м у висоту і 1,50 м в діаметрі кожен, які називають «Juanelos». Вони були вирізьблені ще у XV сторіччі за часів правління Філіпа II, під керівництвом італійського інженера Джуанело Турріано.

## Базиліка
Базиліка є діючим католицьким храмом. Перед входом до неї розташована еспланада. Вхідні двері зроблено з бронзи скульптором Фернандо Крузом-Солісом. Біля воріт — сорок святих і фігура св. Якова, покровителя Іспанії, яка увінчана в центрі.
Галерея, що веде до головного вівтаря, має 262 метри в довжину.
Головний вівтар базиліки являє собою гранітний блок. Його вінчає велетенський купол заввишки 42 м й діаметром 40,75 м, який декоровано мозаїкою з 6 мільйонів керамічних елементів.

### Поховання
Біля підніжжя вівтаря на одній вертикальній лінії з хрестом були розташовані могили каудильйо Франциско Франко й організатора та керівника руху фалангістів Хосе Антоніо Прімо де Рівера. Ідея поховання Франко в Долині Полеглих належала королю Хуану-Карлосу I, тоді як сам каудильйо за життя волів бути похованим у родинному склепі. За рішенням Генеральних кортесів рештки Франко 2019 року ексгумували з Долини Полеглих і перепоховали поруч із його дружиною, Кармен Поло, на цвинтарі Мінгоррубіо в селищі Ель Пардо близ Мадриду.
По обидва боки від головного вівтаря розташовано входи у дві каплиці, в яких поховано рештки 33 872 жертв[джерело?] громадянської війни в Іспанії з обох сторін.
Дослідження зафіксувало, що принаймні 500 тіл були поховані без згоди їх родин[джерело?].

## Хрест
Над скелею, в якій вирубана базиліка, височіє 150-метровий хрест роботи скульптора Карлоса Феррейро. Видно його з відстані понад 40 миль. До нього веде рівно тисяча символічних сходинок — саме стільки днів тривала громадянська війна. На висоті 25 м, на першому цокольному поверсі стоять скульптури чотирьох євангелістів і їхніх символів — Іоанна й орла, Луки і теляти, Марка і лева та Матвія і янгола. У другому цоколі висотою 42 фути зображено чотири головні чесноти: розсудливість, справедливість, силу духу й стриманість.

## Статус пам'ятки
За скелею, що несе на собі й усередині основні елементи комплексу, розташовано монастир бенедиктинців (із невеликим готелем), ченцям якого було доручено обслуговування базиліки.
Монументальний комплекс часто використовувався шанувальниками пам'яті Ф. Франко, неофалангістами та членами правих організацій для урочистих церемоній, святкування ювілеїв і подібних заходів. Але з 2007 року іспанський соціалістичний уряд заборонив будь-які політичні акції в Долині Полеглих, і придушував такі спроби силами поліції й цивільної гвардії. З ініціативи соціалістів в іспанському суспільстві почалися дискусії з приводу доцільності збереження пам'ятника у тому вигляді, як його було побудовано.